# Vida prehistórica
Se llama vida prehistórica a las especies extintas en la prehistoria, constituidas por diferentes organismos que han habitado la Tierra desde el origen de la vida hace aproximadamente 3800 millones de años hasta el período histórico (hacia 3500 a. C.) cuando el ser humano comenzó a conservar documentos escritos. La paleontología es la ciencia que se ocupa de su estudio.
Cabe mencionar, sin embargo, que popularmente el término es usado principalmente solo para describir a los seres vivos que se extinguieron en ese período; sin considerar a las especies originadas en ese periodo y que actualmente aún existen.

## Descripción
Desde el origen de la vida, durante el curso de la evolución biológica, se desarrollaron nuevas formas de vida; y muchas otras, como por ejemplo los dinosaurios, se extinguieron.
Estas especies prehistóricas que se desarrollaron en este vasto período abarcan desde simples bacterias (como las células en los océanos) a algas, protozoos y complejos organismos multicelulares, como hongos, plantas, gusanos, moluscos, crustáceos, insectosoll, ly vertebrados.
En términos geológicos, los humanos se han desarrollado recientemente, concretamente hace solo unos 4 millones de años (véase geología histórica y evolución humana). 
Muy pocas especies de la vida prehistórica, como el celacanto, siguen existiendo hoy tal y como lo hicieron hace millones de años, lo que las hace valederas de la denominación «fósiles vivientes». Otras especies, como los tiburones, apenas han evolucionado durante millones de años. 
Sin embargo, la gran mayoría de formas vivientes -- más del 99% -- se han extinguido, de forma que la única prueba de su existencia son las huellas impresas en rocas o los propios restos fósiles.